# Брее (Средна земя)
Брее (на английски: Bree) е населено място в измислената Средна земя, описана от писателя Джон Роналд Руел Толкин в негови произведения, напр. „Властелинът на пръстените“.
Брее е древна колония на Ериадор, която била заселена основно от хобити и хора, много преди Графството. По-късно от Брее тръгнал рода на дъждокрийците начело с Марчо и Бланко. Те напуснали тези земи за да открият по добро място за живот. В Брее се намира и странноприемницата „Скокливото пони“ в която Гандалф трябва да чака хобитите Фродо, Сам, Мери и Пипин. Там обаче те попадат на Арагорн, който ги спасява от Назгулите.
„Bree” е архаична келтска дума, означаваща „хълм“. 

## Населени места в местността Брее
В местността Брее има четири села:
- Брее[1] (Bree) е най-голямото селище в Брее. В това населено място живеели предимно хора но имало хобити които работели и помагали на хората.
- Конярище[1] (Staddle) е населен предимно с хобити, които работят земеделската си земя и живеят там от древни времена.
- Сводче[1] (Archet) е населено предимно с хора.
- Дълбок дол[1] (Combe) е село, което се намира между Сводче и Конярище и е населено с хора, които са земеделци.